# Dziedzickia polyzona
Dziedzickia polyzona är en tvåvingeart som först beskrevs av Friedrich Hermann Loew 1870.  Dziedzickia polyzona ingår i släktet Dziedzickia och familjen svampmyggor. Inga underarter finns listade i Catalogue of Life.